# كأس العالم للأندية ( نظام الجديد )
كأس العالم للأندية (النظام الجديد) هي نسخة موسعة من كأس العالم للأندية، أعلن عنها الاتحاد الدولي لكرة القدم (فيفا) رسميًا في 16 ديسمبر 2022، ومن تم إقامتها لأول مرة في الولايات المتحدة الأمريكية في صيف عام 2025. تهدف هذه البطولة إلى تقديم نسخة عالمية موسعة بمشاركة 32 فريقًا من مختلف القارات، تُقام مرة كل أربع سنوات، على غرار كأس العالم للمنتخبات.
جاء هذا الإعلان خلال اجتماع لمجلس الفيفا في العاصمة القطرية الدوحة على هامش كأس العالم 2022، حيث أقرّ الفيفا خطته لتوسيع البطولة من النسخة التقليدية الصغيرة إلى نظام يضم عددًا أكبر من الأندية، بهدف رفع التنافسية وزيادة الاهتمام العالمي بكرة القدم على مستوى الأندية.
ومن المتوقع أن تصبح هذه البطولة واحدة من أبرز المسابقات القارية والعالمية، حيث تجمع أبطال البطولات القارية في السنوات الأربع السابقة، إلى جانب أندية تتأهل بناءً على تصنيف خاص ومعايير رياضية تحددها كل قارة.
تُقام النسخة الأولى من البطولة في الفترة ما بين يونيو ويوليو 2025، وتُعتبر الولايات المتحدة الدولة المضيفة الأولى لهذا النظام الجديد، في خطوة تمهد أيضًا لاستعداد البلاد لاحتضان كأس العالم 2026 بالشراكة مع كندا والمكسيك.

## نشأة البطولة
أُعلن عن تأسيس بطولة كأس العالم للأندية بالنظام الجديد من قبل الاتحاد الدولي لكرة القدم ضمن خطته لتطوير المنافسات العالمية للأندية، بهدف تعزيز التوازن التنافسي وتمثيل أوسع للأندية من مختلف القارات. وقد تم الإعلان الرسمي عن المشروع لأول مرة خلال اجتماع مجلس الفيفا في شهر مارس من عام 2019، حيث اقترح رئيس الفيفا جياني إنفانتينو استحداث نسخة موسعة من البطولة تضم 32 فريقًا، تُقام مرة واحدة كل أربع سنوات.
جاءت هذه المبادرة ضمن رؤية أشمل لتوسيع نطاق بطولات الفيفا وزيادة إيرادات الأندية الكبرى وتحقيق شمولية أكبر في كرة القدم العالمية، من خلال إشراك أبطال القارات في بطولة واحدة بنظام يشبه كأس العالم للمنتخبات. وقد تطلب تنفيذ المشروع مشاورات واسعة مع الاتحادات القارية والروابط المحلية، خاصة الاتحاد الأوروبي واتحاد أمريكا الجنوبية، اللذين أبديا تحفظات أولية بشأن ازدحام الروزنامة الكروية.
وبعد سنوات من النقاشات والمفاوضات، اعتمد الفيفا رسميًا الشكل النهائي للبطولة الجديدة خلال اجتماع مجلسه في ديسمبر 2022، متضمنًا عدد الفرق، نظام التأهل، وتاريخ إقامة النسخة الأولى. وبهذا أصبحت البطولة تمثل نقلة نوعية في كرة القدم للأندية، من حيث الحجم، والطموح، وعدد المشاركين، والمكانة العالمية.

## نظام التأهل[6]
يعتمد نظام التأهل إلى كأس العالم للأندية (بالنظام الجديد) على معايير واضحة وموحدة صادرة عن الاتحاد الدولي لكرة القدم (فيفا)، وتُطبّق على مدى دورة زمنية تمتد لأربع سنوات تسبق كل نسخة من البطولة. وتشارك في البطولة 32 نادياً من مختلف قارات العالم، يتم اختيارهم بناءً على إنجازاتهم القارية، مع مراعاة التوازن الجغرافي وتوزيع المقاعد.
التأهل المباشر: يتأهل تلقائيًا إلى البطولة كل نادٍ يتوّج بلقب البطولة القارية الرئيسية الخاصة باتحاده القاري (مثل دوري أبطال أوروبا أو دوري أبطال آسيا...) خلال السنوات الأربع التي تسبق موعد إقامة البطولة. ويُطبّق هذا المبدأ على جميع الاتحادات القارية الستة، مما يعني أن كل اتحاد يضمن تمثيل أبطاله القاريين في البطولة.
تكملة المقاعد المتبقية: بعد تأكيد تأهل الأندية المتوجة، تُمنح المقاعد المتبقية لكل قارة إلى أندية أخرى يتم اختيارها استنادًا إلى أدائها الفني في البطولات القارية الرسمية خلال نفس الفترة الزمنية (الأربع سنوات). ويتم ذلك بناءً على تصنيفات ومعايير محددة، تشمل:
- النقاط المحصلة في المباريات القاريةصور من نهائي كاس العالم للاندية 2025 بنظامها الجديد بين تشيلسي و باريس سان جيرمان علي ملعب ميتلايف ستاديوم

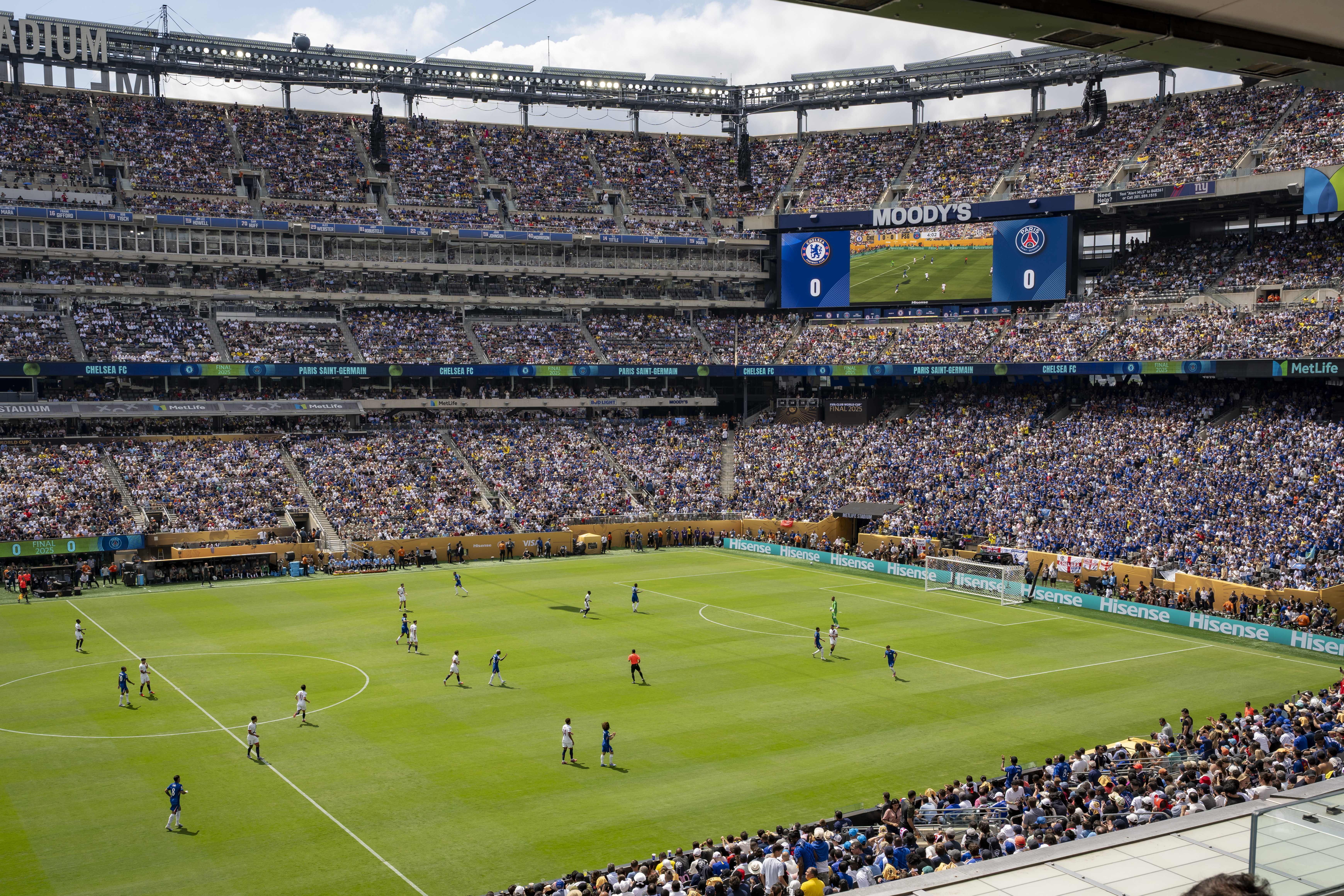
صور من نهائي كاس العالم للاندية 2025 بنظامها الجديد بين تشيلسي و باريس سان جيرمان علي ملعب ميتلايف ستاديوم

- التقدم في الأدوار النهائية (نصف النهائي، النهائي)
- استمرارية المشاركة والأداء الثابت
- مؤشرات القوة الفنية من قبل الاتحاد القاري والفيفا

توزيع المقاعد:
- الاتحاد الأوروبي لكرة القدم (UEFA): 12 فريقًا
- اتحاد أمريكا الجنوبية لكرة القدم (CONMEBOL): 6 فرق
- الاتحاد الآسيوي لكرة القدم (AFC): 4 فرق
- الاتحاد الإفريقي لكرة القدم (CAF): 4 فرق
- اتحاد أمريكا الشمالية والوسطى والكاريبي (CONCACAF): 4 فرق
- اتحاد أوقيانوسيا لكرة القدم (OFC): فريق واحد
- الدولة المضيفة: فريق واحد

القيود والضوابط:
- يُسمح بمشاركة نادٍ واحد فقط من كل اتحاد محلي (دولة) كحد أقصى، باستثناء الحالات التي يتأهل فيها أكثر من نادٍ من نفس الدولة بصفته بطلًا قاريًا.
- لا يُمنح المقعد القاري إلا للأندية المشاركة في البطولات الرسمية المعترف بها من الفيفا.
- في حال تكرار نفس النادي كبطل في أكثر من نسخة، لا يُعوَّض بمقعد إضافي، بل يُعاد تخصيص المقعد لأفضل نادٍ آخر وفقًا للتصنيف.

## ما يتعلق بالبطولة

### الكأس[9]

صورة كأس العالم للاندية الاصلية المحفوظة في البيت الابيض

تم تصميم كأس البطولة الجديدة بشكل يعكس وحدة كرة القدم العالمية، حيث يتضمن شكله خريطة مجسّمة للكرة الأرضية محاطة بستة تيجان ذهبية، ترمز كل واحدة منها إلى قارة من القارات الست المشاركة. يبلغ ارتفاع الكأس نحو 58 سنتيمترًا، ويزن حوالي 6.1 كيلوغرام، وقد صُنع من مزيج من الذهب والفضة النقية، بينما تستقر القاعدة على قاعدة داكنة من الرخام الأسود. التصميم يجمع بين الحداثة والتقاليد، ويُعبّر عن الطابع العالمي الجديد للبطولة.

شعار كأس العالم للاندية 2025

### الشعار الرسمي[10]
أطلق الاتحاد الدولي لكرة القدم (FIFA) الشعار الرسمي للبطولة تحت عنوان:
"A New Era for Clubs". يحمل الشعار عناصر بصرية مستوحاة من رموز كرة القدم العالمية وهُوية فيفا المؤسسية، ويظهر بألوان الأزرق الداكن والذهبي، حيث تتقاطع في مركزه خطوط ديناميكية ترمز إلى طرق العبور بين القارات، في تجريد فني يُجسّد الحركة والوحدة. استخدم الشعار في جميع المواد الرسمية، بما في ذلك الكرات، الميداليات، اللافتات، وملابس الحكام واللاعبين.

### النشيد الرسمي[10]

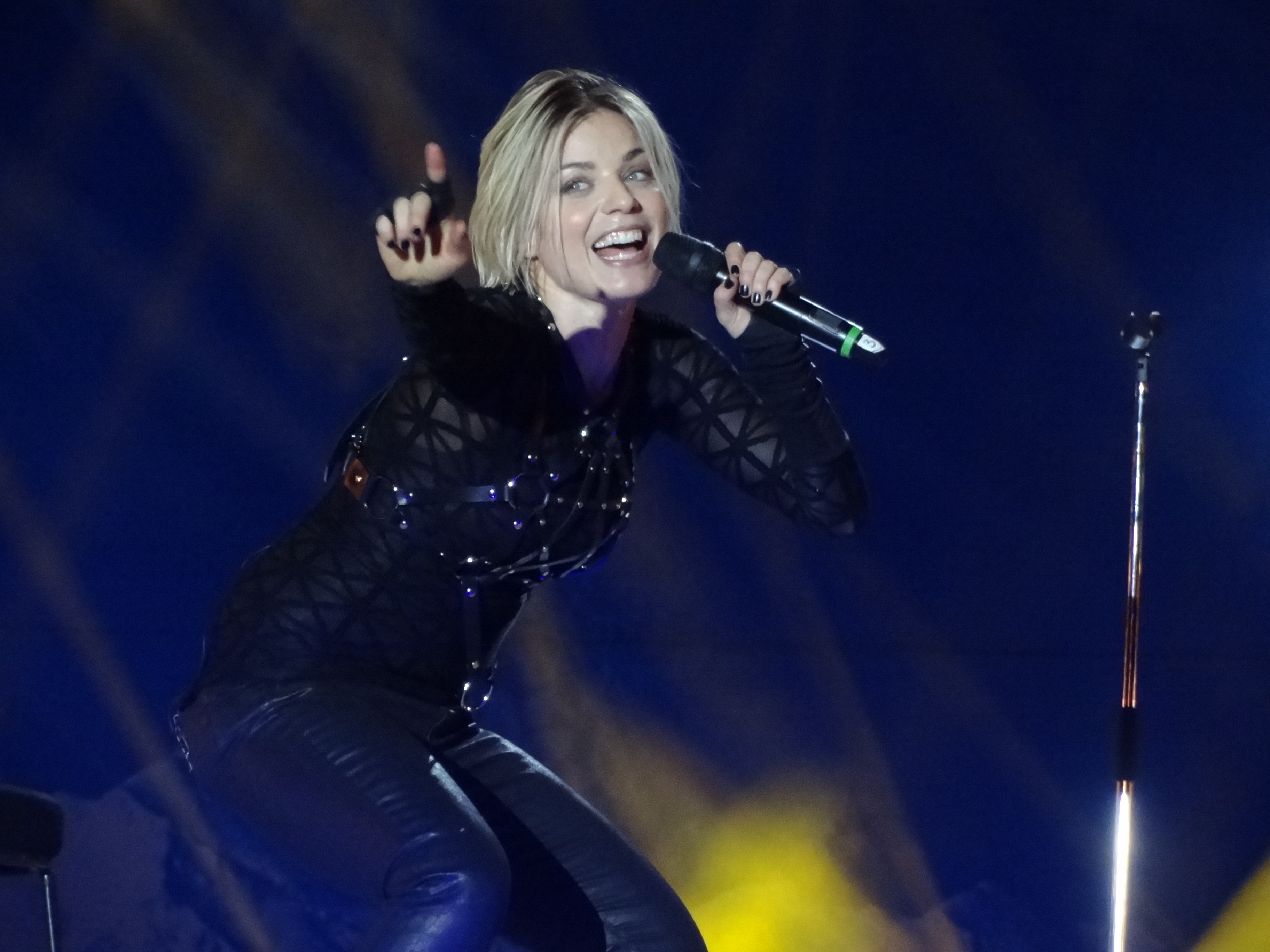
غالا، الفنانة الإيطالية صاحبة أغنية "Freed from Desire" المعتمدة كنشيد رسمي لكأس العالم للأندية

اعتمد الاتحاد الدولي لكرة القدم (فيفا) أغنية Freed from Desire للفنانة الإيطالية غالا (Gala) كنشيد رسمي لبطولة كأس العالم للأندية 2025، لتكون الهوية الصوتية المصاحبة لحملات البطولة تحت شعار #TakeItToTheWorld.
تتميز الأغنية بإيقاعها الحماسي وكلماتها الملهمة، وقد أصبحت مرتبطة عالميًا بأجواء الانتصارات في الملاعب. جرى تشغيل النسخة الرسمية للأغنية خلال مراسم القرعة، وفي مقاطع الفيديو الترويجية، وفي افتتاح البطولة وختامها.

## تاريخ

### كأس العالم للأندية 2025
أُقيمت أول نسخة من كأس العالم للأندية بالنظام الجديد خلال الفترة من 14 يونيو إلى 13 يوليو 2025 في الولايات المتحدة الأمريكية، بمشاركة 32 ناديًا من جميع القارات. وقد جاءت هذه البطولة كجزء من الإصلاحات الشاملة التي أقرها الاتحاد الدولي لكرة القدم (فيفا)، لتُقام البطولة مرة كل أربع سنوات، على غرار كأس العالم للمنتخبات.
أقيمت المباراة النهائية على ملعب ميتلايف ستاديوم (MetLife Stadium) في ولاية نيوجيرسي، وجمعت بين نادي تشيلسي الإنجليزي ونادي باريس سان جيرمان الفرنسي، في مواجهة أوروبية خالصة هي الأولى من نوعها في تاريخ البطولة الموسعة.
انتهت المباراة بفوز تشيلسي بنتيجة 3–0، حيث سجل كول بالمر هدفين وصنع الثالث الذي أحرزه جواو بيدرو. وشهدت المباراة طرد لاعب باريس جواو نيفيس في الدقيقة 84، إلى جانب حادثة جدلية تتعلق بسلوك مدرب الفريق الفرنسي لويس إنريكي.
حضر النهائي أكثر من 81,000 متفرج، من بينهم الرئيس الأمريكي السابق دونالد ترامب ، الذي شارك في تسليم الكأس للفريق الفائز. كما شهدت البطولة عروضًا موسيقية مميزة أبرزها للفنان العالمي J Balvin، واعتماد الأغنية الشهيرة Freed from Desire للفنانة غالا كنشيد رسمي للبطولة.
الجوائز الفردية في البطولة شملت:

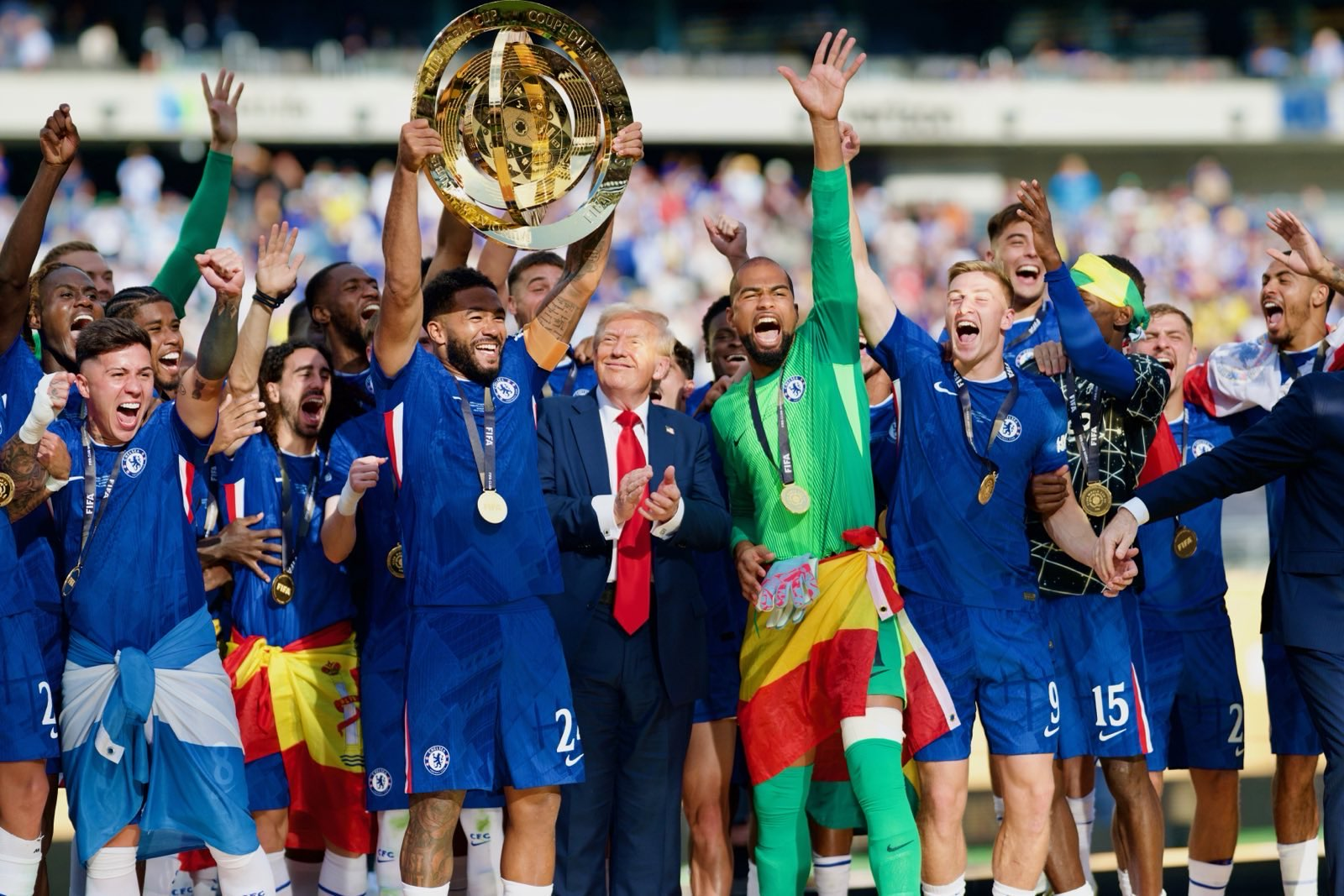
لاعبي نادي تشيلسي يرفعون كأس في نهائي كأس العالم للاندية 2025

- أفضل لاعب في النهائي: كول بالمر (تشيلسي)
- أفضل لاعب شاب: ديزيري دوي (باريس سان جيرمان)
- أفضل حارس مرمى: روبرت سانشيز (تشيلسي)

بلغ إجمالي الجوائز المالية للبطولة حوالي 1 مليار دولار أمريكي، منها أكثر من 114 مليون دولار للفائز، و107 ملايين دولار لصاحب المركز الثاني.
وتُعد هذه النسخة بداية تاريخية لعصر جديد من بطولات الأندية على مستوى العالم، من حيث التنظيم، القيمة التسويقية، وعدد الفرق المشاركة.

## الجوائز المالية
تمنح جوائز مالية كبيرة لجميع الأندية المشاركة في كأس العالم للأندية بالنظام الجديد. وقد بلغت قيمة الجوائز الإجمالية في نسخة 2025 حوالي 1 مليار دولار أمريكي. حصل نادي تشيلسي الفائز بالبطولة على ما يقارب 114 مليون دولار، بينما باريس سان جيرمان حصل الوصيف على 107 ملايين دولار. وتوزعت باقي الجوائز بحسب الأداء والمراحل التي بلغها كل فريق، إلى جانب عائدات إضافية من حقوق البث والتسويق والرعاة الرسميين.

إضافةً إلى الجوائز المباشرة، تم تخصيص نسب متفاوتة من عائدات البطولة للاتحادات القارية والمحلية، وللنوادي بناءً على المشاهدات التلفزيونية العالمية والمعايير التجارية، ضمن ما يعرف بـ "سوق المشاهدة".
| المرحلة                  | المرحلة                  | المبلغ (بالمليون دولار)       | المجموع التقريبي        | المجموع التقريبي        |
| ------------------------ | ------------------------ | ----------------------------- | ----------------------- | ----------------------- |
| دور المجموعات (لكل فريق) | دور المجموعات (لكل فريق) | 5.0                           | 160.0                   | (تقريبي)                |
| بلوغ دور الـ16           | 7.0                      | 56.0                          |                         | (تقريبي)                |
| بلوغ ربع النهائي         | 8.5                      | 34.0                          |                         | (تقريبي)                |
| بلوغ نصف النهائي         | 10.0                     | 20.0                          |                         | (تقريبي)                |
| مركز الوصيف              | 107.0                    | 107.0                         |                         | (تقريبي)                |
| الفائز باللقب            | 114.0                    | 114.0                         |                         | (تقريبي)                |
| حقوق البث والرعاية       | حقوق البث والرعاية       | تُوزع حسب نسب المشاهدة والعقود | أكثر من 500 مليون دولار | أكثر من 500 مليون دولار |
| إجمالي تقريبي للجوائز    | إجمالي تقريبي للجوائز    | إجمالي تقريبي للجوائز         | 1,000 مليون دولار       | 1,000 مليون دولار       |

## نهائيات البطولة
| رقم | السنة | البطل (ترتيب اللقب) | الوصيف           | النتيجة | المكان                                   | الوصف                 | ملاحظات |
| --- | ----- | ------------------- | ---------------- | ------- | ---------------------------------------- | --------------------- | ------- |
| 1   | 2025  | تشيلسي (1)          | باريس سان جيرمان | 3–0     | ملعب ميتلايف، نيوجيرسي، الولايات المتحدة | النسخة الموسعة الأولى |         |

## الأكثر تتويجًا

### حسب الأندية[14]
ترتيب الأندية مبني على: (1) عدد البطولات (2) عدد مرات الوصافة (3) أسبقية الفوز بالبطولة.
| النادي           | دولة    | مرات تحقيق اللقب | مرات تحقيق الوصافة | عدد مرات الوصول للنهائي | سنوات تحقيق اللقب | سنوات تحقيق الوصافة |
| ---------------- | ------- | ---------------- | ------------------ | ----------------------- | ----------------- | ------------------- |
| تشيلسي           | إنجلترا | 1                | 0                  | 1                       | 2025              | —                   |
| باريس سان جيرمان | فرنسا   | 0                | 1                  | 1                       |                   | 2025                |

## سجل الأبطال حسب الدول
تاريخ التحديث: 13 يوليو 2025
| الترتيب | الدولة  | مرات البطولة | مرات الوصافة | الأبطال       | الوصيف                  |
| ------- | ------- | ------------ | ------------ | ------------- | ----------------------- |
| 1       | إنجلترا | 1            | 0            | تشيلسي (2025) | —                       |
| 2       | فرنسا   | 0            | 1            | 0             | باريس سان جيرمان (2025) |

## أكثر اللاعبين تسجيلًا[15]
المقالة الرئيسية: قائمة هدافي كأس العالم للأندية
قائمة أكثر اللاعبين تسجيلًا للأهداف في كأس العالم للأندية (النظام الجديد والموسعة، أول نسخة 32 فريقًا).
| المركز | اللاعب          | الجنسية     | عدد الأهداف | النادي               |
| ------ | --------------- | ----------- | ----------- | -------------------- |
|        | غونزالو غارسيا  | إسبانيا     | 4           | ريال مدريد (4)       |
| 1      | أنخيل دي ماريا  | الأرجنتين   | 4           | بنفيكا (4)           |
| 1      | سيرهو جيراسي    | غينيا       | 4           | بوروسيا دورتموند (4) |
| 1      | ماركوس ليوناردو | البرازيل    | 4           | الهلال (4)           |
|        | كول بالمر       | إنجلترا     | 3           | تشيلسي (3)           |
| 5      | جواو بيدرو      | البرازيل    | 3           | تشيلسي (3)           |
| 5      | وسام أبو علي    | دولة فلسطين | 3           | الأهلي (3)           |
| 5      | مايكل أوليس     | فرنسا       | 3           | بايرن ميونخ (3)      |
| 5      | جمال موسيالا    | إنجلترا     | 3           | بايرن ميونخ (3)      |
| 5      | كينان يلديز     | تركيا       | 3           | يوفنتوس (3)          |
| 5      | إرلينج هالاند   | النرويج     | 3           | مانشستر سيتي (3)     |
| 5      | فيل فودين       | إنجلترا     | 3           | مانشستر سيتي (3)     |

## أكثر اللاعبين صناعةً للأهداف[16]
فيما يلي قائمة اللاعبين الأكثر صناعةً للأهداف في كأس العالم للأندية (النسخة الموسعة بمشاركة 32 ناديًا).
| المركز | اللاعب         | البلد     | الصناعة | المباريات | الفريق               |
| ------ | -------------- | --------- | ------- | --------- | -------------------- |
| 1      | إنزو فيرنانديز | الأرجنتين | 3       | 6         | تشيلسي (3)           |
| 2      | أشرف حكيمي     | المغرب    | 2       | 6         | باريس سان جيرمان (2) |
| 3      | أردا جولر      | تركيا     | 2       | 5         | ريال مدريد (2)       |
| 4      | مايكل أوليس    | فرنسا     | 2       | 5         | باريس سان جيرمان (2) |